# Солений (Астраханська область)
Солений (рос. Солёный) — селище у Нарімановському районі Астраханської області Російської Федерації.
Населення становить 88 осіб (2014). Входить до складу муніципального утворення Прикаспійська сільрада.

## Історія
Населений пункт розташований на території українського етнічного та культурного краю Жовтий Клин. Від 1931 року належить до Нарімановського району.
Згідно із законом від 6 серпня 2004 року органом місцевого самоврядування до 1 вересня 2016 року було Прикаспійська сільрада.

## Населення
| 2002 | 2010 | 2011 | 2013 | 2014 |
| ---- | ---- | ---- | ---- | ---- |
| 135  | ↘86  | ↗163 | ↘82  | ↗88  |